# Abjuration
L'abjuration est en principe la répudiation solennelle, l'abandon ou la renonciation faite souvent par ou sous serment, de ses droits de citoyenneté, ou de tout autre droit ou privilège. L'usage français de ce terme se situe exclusivement dans le domaine religieux et fait presque toujours référence à la renonciation au protestantisme entre les mains d'un ecclésiastique catholique. 

## Étymologie
Le mot vient du latin abjurare : de ab, indiquant éloignement, et jurare, jurer.

## Signification en français

### Au sens propre
Le terme est utilisé en français dans un contexte religieux : abandonner, par une déclaration formelle et solennelle, une croyance religieuse. Il s'agit presque toujours d'abjurer le protestantisme entre les mains d'un ecclésiastique catholique aux termes d'un acte consigné dans les registres paroissiaux ou par extension de caractériser la situation d'un protestant devenu catholique. 
Il peut être construit de manière transitive ("abjurer sa religion", "abjurer ses erreurs"), ou bien dans l'absolu, l'idée de croyance étant sous-entendue ("Henri IV a abjuré et reçu l'absolution").

### Emploi métaphorique
Renoncer à son amour, l'amour étant considéré comme une religion.

### Au sens figuré
Le terme signifie en français : renoncer à ce que l'on faisait profession de croire ou d'aimer ("abjurer la philosophie", "abjurer la coquetterie", ...)

## Contexte historique français

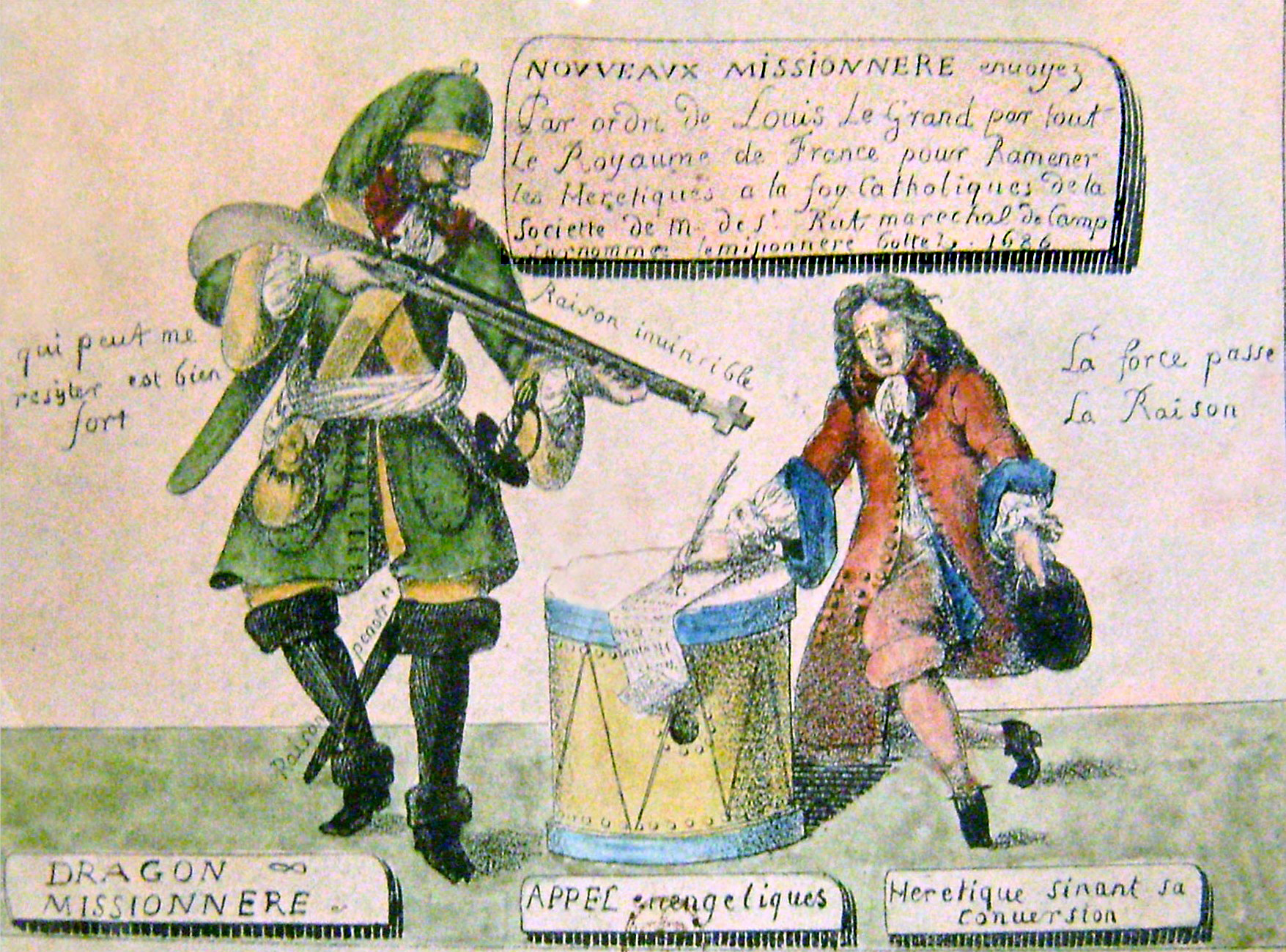
"Le missionnaire botté" : un soldat du roi menace un protestant d'une arme chargée d'une croix pour l'obliger à signer son abjuration.

Louis XIV, selon sa devise "un seul Roi, une seule loi, une seule foi", conclut plusieurs années de violentes persécutions anti-protestantes en abrogeant le 22 octobre 1685, l'Édit de Nantes par lequel son grand-père Henri IV avait mis fin à 33 ans de Guerres de religion. Ce faisant, il supprime à la fois la liberté de culte pour les protestants mais aussi le protestantisme et son fonctionnement. « […]Sa Majesté a révoqué l’Édit de Nantes de l’an 1598, l’Édit de Nismes de l’an 1629, et tous les autres Édits et Déclarations donnez en faveur de ceux de la Religion Prétendue Réformée. Sa Majesté défend par cet Édit, de faire aucun exercice public de la mesme religion dans son royaume, et ordonne que tous les temples seront incessamment démolis. Défenses sont faites à tous ceux de la Religion Prétendue Réformée, de s’assembler en aucun lieu ou maison particulière pour en faire l’exercice et à tous les seigneurs d’en faire l’exercice dans leurs maisons et dans leurs fiefs. Sa Majesté enjoint à tous les Ministres (pasteurs de communautés protestantes) de sortir du royaume dans quinze jours : et leur défend de faire cependant, aucun presche, ou exhortation, ni aucune fonction de ministère sous peine des galères […]. »
Pour éviter les dragonnades, spoliations, confiscations d'enfants, ceux des protestants qui n'ont pas émigré deviennent alors catholiques "nouveaux convertis". Pour cela, ils doivent signer une renonciation formelle à "l’hérésie de Calvin". Beaucoup de ces actes d’abjuration figurent dans les registres des paroisses catholiques.
L'abjuration reste souvent formelle et n'empêche pas la poursuite de cultes clandestins, dans les endroits isolés, "au désert".

## En Angleterre

### Abjuration du royaume
L'abjuration du royaume était un serment qui avait cours sous l'ancien Droit anglais. La personne qui prêtait serment jurait de quitter le pays et de ne plus jamais revenir dans le royaume sans l'autorisation du souverain. Ceci était souvent le cas de fugitifs qui avaient cherché un droit d'asile :
« Je jure sur la Sainte Bible que je vais quitter le royaume d'Angleterre pour ne jamais y revenir sans la permission expresse de mon Seigneur le Roi ou de ses héritiers. Je vais m'empresser de rallier, par la voie la plus directe, le port qui m'a été assigné, sans jamais quitter la voie royale sous peine d'être arrêté ou exécuté. Je ne séjournerai pas plus d'une nuit au même endroit et je chercherai avec diligence à me procurer un passage sur la mer dès que j'y arriverai, ne me retardant que d'une marée si possible. Si je ne puis obtenir une telle traversée, je m'enfoncerai tous les jours dans la mer jusqu'à hauteur des genoux en signe de ma volonté de traverser. Et si j'échoue dans toutes ces tentatives, alors que le péril soit mon lot ».

### Au Commonwealth britannique
Peu avant le déclenchement de la Guerre civile anglaise, le 18 août 1643, le Parlement fit paraître une "Ordonnance pour apporter des précisions à une ancienne ordonnance concernant la confiscation des biens des délinquants, avec quelques extensions". Ces extensions contenaient une prestation de serment qui devint célèbre sous le nom de « Serment d'Abjuration » :
« Moi, ... , j'abjure et je renonce à la suprématie du pape sur l'Eglise catholique en général et sur moi-même en particulier ; je crois qu'il n'existe aucune transsubstantiation dans le Saint Sacrement de notre Seigneur Suprême, ni dans les éléments du pain et du vin après leur consécration, et ce par toute personne quelle qu'elle soit ; et je crois aussi qu'il n'existe aucun purgatoire, ni que l'hostie consacrée, les crucifix et les images doivent être adorées et qu'un culte quelconque soit dû à l'un quelconque d'entre eux ; et je crois encore que le salut ne peut être assuré par des actions ou par toutes les doctrines en relation avec les dits sujets ; j'abjure et je renonce, sans aucune équivoque, réserve mentale ou secrète évasion, quelle qu'elle soit, conformément aux paroles prononcées par moi en conformité avec leur sens général et usuel. Ce avec l'aide de Dieu  ».
En 1656-1657, il fut repris sous une forme encore plus critique pour les catholiques. Quiconque refusait de prêter ce serment était catalogué comme « Papiste » et les peines qui en découlaient commençaient par la confiscation des deux-tiers des biens du récusant pour se poursuivre par la privation de pratiquement tous ses droits civiques.
La Catholic Encyclopedia souligne le fait que ce serment et les peines y attenant furent si sévères qu'ils mirent un terme aux efforts du Gallicanizing Party parmi les catholiques anglais alors même qu'ils se montraient disposés à se soumettre dans des conditions similaires au vieux serment d'allégeance, bien qu'à cette époque ce dernier fut condamné à nouveau par le Pape Innocent X,.

### En Grande Bretagne et en Irlande
En Angleterre (la Grande-Bretagne après 1707) le serment d'abjuration refusait de reconnaître un quelconque titre royal aux héritiers de Jacques II (c'est-à-dire aux descendants catholiques directs de la Maison Stuart, exilés après la Glorieuse Révolution de 1688). En Angleterre toujours, le serment d'abjuration était prêté par les membres du parlement, du clergé, et par les hommes de loi ; il les engageait à soutenir l'actuel souverain et à dénier tous droits aux Stuart ou à un quelconque autre prétendant au trône. Ce serment était obligatoire sous Guillaume III, George Ier et George III. Il fut remplacé ensuite par le serment d'allégeance.
En Irlande, le serment était obligatoire pour tous les fonctionnaires, les enseignants et les hommes de loi ; il le devint aussi pour le clergé de l'Église établie en 1703, et à partir de l'année suivante, il s'appliqua à tous les électeurs irlandais ; à partir de 1709 enfin, il pouvait être exigé à tout adulte mâle par tout magistrat.

## Aux Pays-Bas
Un autre acte d'abjuration célèbre fut l'"Acte de La Haye", aussi appelé l'"Abjuration de La Haye" ou l'"Acte de Déposition de La Haye" (Plakkaat van Verlatinghe en néerlandais)] du 26 juillet 1581, qui constitue une déclaration d'indépendance de facto des Pays-Bas vis-à-vis du roi d'Espagne Philippe II  et l'avènement des États généraux des Provinces-Unies. Le terme d'« abjuration » qui lui est appliqué est toutefois apocryphe puisque le texte original utilise plutôt le terme néerlandais d'« abandon » (verlating).  